# Songwe
Songwe – region (mkoa) w Tanzanii utworzony 29 stycznia 2016 roku z wschodniej części regionu Mbeya. Stolicą jest Vwawa.

## Geografia
Region Songwe od południa graniczy z Zambią i Malawi; od zachodu graniczy z regionami Rukwa i Katavi, od północy Tabora i od wschodu z Mbeya. Jezioro Rukwa jest głównym źródłem wody dla zachodniej części regionu. Przez region przebiega Wielki Rów Wschodni.

## Gospodarka
Najważniejszą gałęzią gospodarki regionu jest rolnictwo, hodowla zwierząt i rybołówstwo. Uprawia się tu głównie ryż, kukurydzę, kawę, sezam, słoneczniki, fasolę i sorgo. Masajowie i lud Sukuma zajmują się pasterstwem. W 2016 roku PKB regionu szaconwano na 1888,3 mld szylingów tanzańskich.